# Давіди-Банкове
Давіди-Банкове (пол. Dawidy Bankowe) — село в Польщі, у гміні Рашин Прушковського повіту Мазовецького воєводства.
Населення — 693 особи (2011).
У 1975-1998 роках село належало до Варшавського воєводства.

## Демографія
Демографічна структура станом на 31 березня 2011 року:
|          | Загалом | Допрацездатний вік | Працездатний вік | Постпрацездатний вік |
| -------- | ------- | ------------------ | ---------------- | -------------------- |
| Чоловіки | 335     | 88                 | 233              | 14                   |
| Жінки    | 358     | 83                 | 233              | 42                   |
| Разом    | 693     | 171                | 466              | 56                   |